# Strange House
Strange House es el nombre del álbum debut del grupo The Horrors, salió el 5 de marzo del 2007. A pesar de las fallas que pueda presentar “Strange House”, esto es sólo el principio de la inclinación agresiva y atrevida de The Horrors, porque traen una dosis de encanto oscuro a una escena alternativa británica cada vez más anodina entrampada en Oasis y The Libertines o el serio post-punk.

## Sonidos psicóticos para freaks y raros
Definido por ellos mismos como “Sonidos psicóticos para freaks y raros” Strange House no es más que una colección de canciones que van desde el garage, al rock sucio y oscuro pasando por el punk y toda la imaginaría del terror y la serie B. Producido por la tripleta: Alan Moulder (My Bloody Valentine, U2), Ben Hillier (Depeche Mode, Blur) y Jim Sclavunos (batería de los Bad Seeds o Grinderman), el disco contiene desde una potente versión del “Jack The Ripper” que en 1963 escribiera el pionero del llamado horror/rock británico, Screaming Lord Sutch, a las populares “Sheena Is A Parasite” o “Count In Fives”. Sin querer olvidarnos de los riffs contagiosos de “Gloves”, la base fifties de “Excellent Choice”, el poso Stranglers de la pegadiza “She is a New thing” o la fantasmal e instrumental “Gil Sleeping”. 

## Lista de canciones
| N.º | Título                                 | Duración |  |
| 1.  | «Jack the Ripper»                      | 3:00     |  |
| 2.  | «Count in Five»                        | 3:13     |  |
| 3.  | «Draw Japan»                           | 3:23     |  |
| 4.  | «Gloves»                               | 3:46     |  |
| 5.  | «Excellent Choice»                     | 2:53     |  |
| 6.  | «Little Victories»                     | 2:40     |  |
| 7.  | «She Is the New Thing»                 | 3:21     |  |
| 8.  | «Sheena Is a Parasite»                 | 1:42     |  |
| 9.  | «Thunderclaps»                         | 3:06     |  |
| 10. | «Gil Sleeping»                         | 4:51     |  |
| 11. | «A Train Roars»                        | 3:54     |  |
| 12. | «Death at the Chapel» (Bonus Track UK) | 2:19     |  |

### Edición especial con DVD bonus
1. Videos
  - "Sheena Is A Parasite
  - "Count In Fives"
  - "Gloves"
2. Live In London, 21 September 2006 (Underage Club At Coronet Theatre)
  - "Jack The Ripper"
  - "Count In Fives"
  - "Horrors Theme"
  - "Death At The Chapel"
  - "Gloves"
  - "Sheena Is A Parasite"
  - "A Knife In The Eye"
  - "Count In Fives" (Reprise)
3. Live In New York, 2 November 2006 (The Annex)
  - "Horrors Theme"
  - "Crawdaddy Simone"
4. Live In Tokyo, 20 December 2006 (The Astrohall)
  - "Count In Fives"
5. Bonus Video Material
  - Interview
  - Photo Gallery
6. Hidden Footage: Live From The Casa De Ultragrrrl
  - Untitled